# Stenothecium
Stenothecium là một chi rêu trong họ Hylocomiaceae.